# Myrmeleon territorius
Myrmeleon territorius är en insektsart som beskrevs av Tim R. New 1985. Myrmeleon territorius ingår i släktet Myrmeleon och familjen myrlejonsländor. Inga underarter finns listade i Catalogue of Life.